# Старый город (Симферополь)
Старый город — микрорайон Симферополя, до конца XVIII века историческое ядро Акъмесджита, состоящий из узких и коротких улиц азиатской застройки. Путешественники XIX века также называли его Азиатский город, в противовес европейским регулярным кварталам Симферополя. В настоящее время к старому городу относят также и часть примыкающих кварталов одноэтажной европейской застройки XIX века. Этот район примерно ограничен улицами Ленина, Севастопольской, Крылова и Красноармейской. Население района составляет порядка 50 тысяч человек.

## История

Старый город на плане Симферополя 1930 года (квадраты Г8, Д8). Старый город ограничен следующими улицами (в современных наименованиях): С северо-востока ул. Ленина, с северо-запада ул. Кавказская, с юго-запада ул. Сергеева-Ценского (Фонтанная), с юга и юго-востока ул. Пограничников (Провиантский пер.) и ул. Студенческая (Лазаретная). Хотя от застройки XVIII века остались единичные здания, но современная планировка улиц в целом соответствует исторической планировке Ак-Мечети.

Нынешний район Старого города сложился на месте крымскотатарского городка Ак-Мечеть, который при основании Симферополя стал его частью. Главная мечеть населённого пункта — Кебир-Джами была построена в 1508 году из известняка бело-серого цвета из-за чего город получил название Ак-Мечеть (Белая Мечеть). К 1783 году в Ак-Мечети было 308 домов, из них разваленных домов — 84, 7 мечетей, 1 медресе и 3 мектеба. Под обрывом плато на берегу Салгира располагался дворец калги-султана. Посетивший Ак-Мечеть литератор Павел Сумароков так описывал населённый пункт: «Узкие, излучистыя и пресекающиеся улицы, обнесенныя безпрерывными высокими оградами, (внутри коихъ сокрыты домы) подобны затруднительному лабиринту».

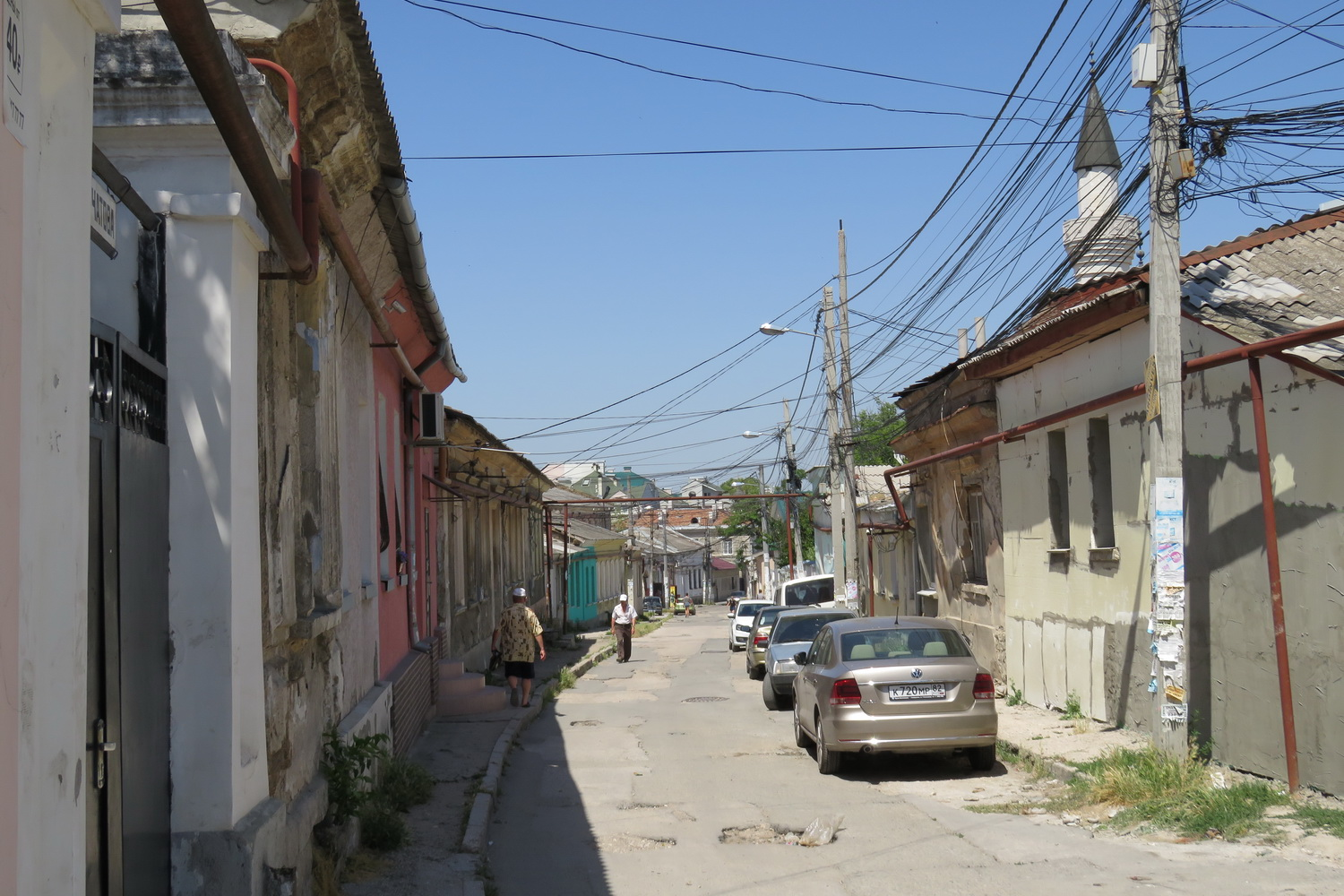
Улица Курчатова, 2016 год

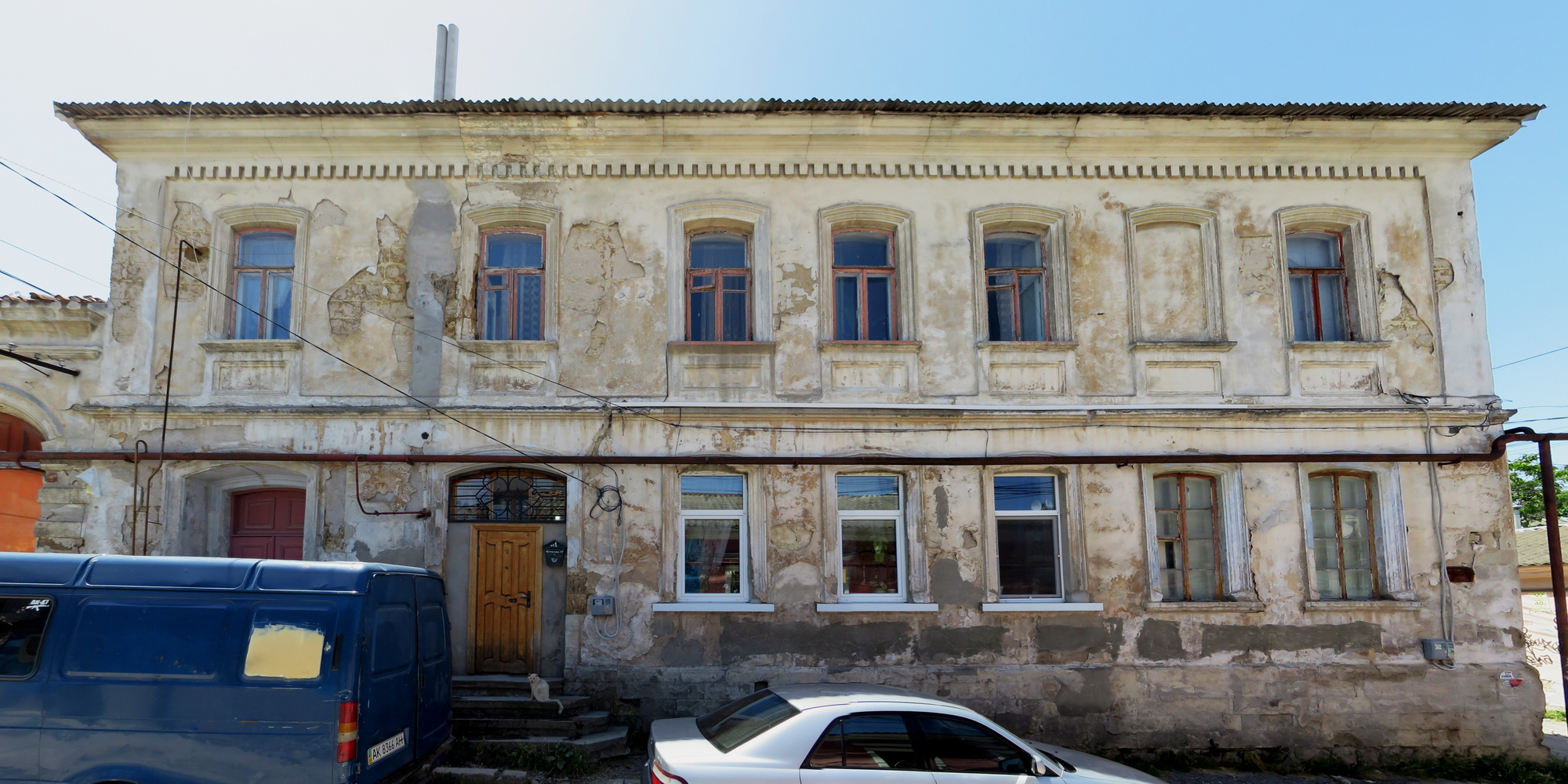
Здание на улице Курчатова, 2016 год

Большинство домов того времени были одноэтажными. Строились на глиняном растворе из бута. Крыша была выполнена из черепицы. Кварталы города имели искривлённую форму и были разделены между собой узкими улицами и многочисленными тупиками. В двухэтажных домах первые этажи отводились под хозяйственные нужды. Такое расположение улиц и кварталов должно было использоваться в случае захвата города врагами, где они были бы дезориентированы и затерявшись в лабиринтах улиц могли быть уничтожены.
Питьевую воду жители брали из источников, находившихся у восточных склонов Неаполя Скифского. Учёный Пётр Симон Паллас так описывал гидротехническую систему города: «прежде город снабжался водою чрез подземный водопровод, из источника, находившегося в 3 верстах от города, близ Бахчисарайской дороги».
После присоединения Крыма к Российской империи было принято решение перенести центр образованной на большей части земель ханства Таврической области из Карасубазара в поселение Ак-Мечеть. Датой основания Симферополя считается 1784 год. В протоколе заседания Таврического областного правления от 23 мая 1784 года отмечается, что «с Акмечета будет губернский город Симферополь». В 1784 году под руководством князя Григория Потёмкина-Таврического на территории, находящейся северо-западнее мечети Кебир-Джами, началось строительство административных и жилых зданий и православного храма. Сейчас это часть города, ограниченная с трёх сторон улицами Розы Люксембург (Александро-Невская), Павленко (Инженерная), Маяковского (Внешняя) и улицами Караимская, Кавказская и Пролетарская с четвёртой. Границей между кварталами ханского времени и постройками екатерининской эпохи являются улицы Караимская, Кавказская и Пролетарская.
В начале XX века в районе Ак-Мечети имелись улицы с преобладавшим еврейским, караимским, крымчакским, крымскотатарским, цыганским, греческим и армянским населением. Посетивший Симферополь в 1925 году историк Борис Куфтин обращал внимание на конструкцию крыш татарских жилищ.
В 1927 году для нужд 13-тысячного «татарского квартала» был построен кинотеатр имени Субхи (после депортации крымских татар — кинотеатр «Родина»).
В 2019 году глава администрации Симферополя Наталья Маленко заявила о начале работ по строительству канализации в старом городе.

## Проблемы
Район старого города Симферополя имеет ряд проблем: отсутствие канализации, дорожного полотна, уличного освещения, ветхое состояние жилищ и хаотичная застройка. Из-за близкого расположения к центру Симферополя неоднократно поднимался вопрос сноса старого города и его последующая застройка. После аннексии Крыма Россией у жителей района появились проблемы с оформлением права собственности на свои квартиры.
В 2015 году главный архитектор Симферополя Эрнст Мавлютов отмечал, что старый город не будут застраивать многоэтажным жильём. В 2018 году главный архитектор Республики Крым Ирина Соловьёва объявила о намерении провести в старом городе реновацию и снести там ветхое жилье.

## Достопримечательности

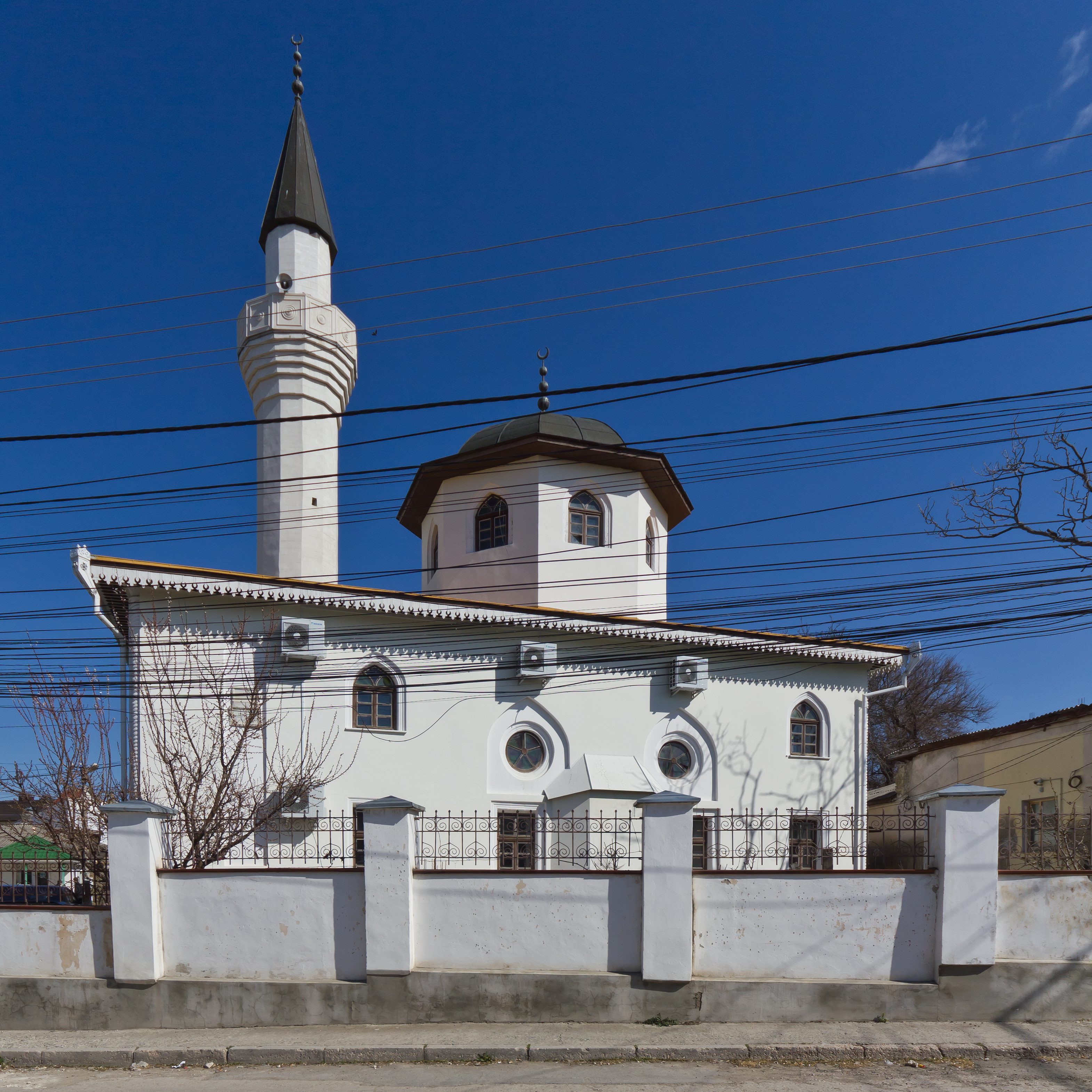
Кебир-Джами

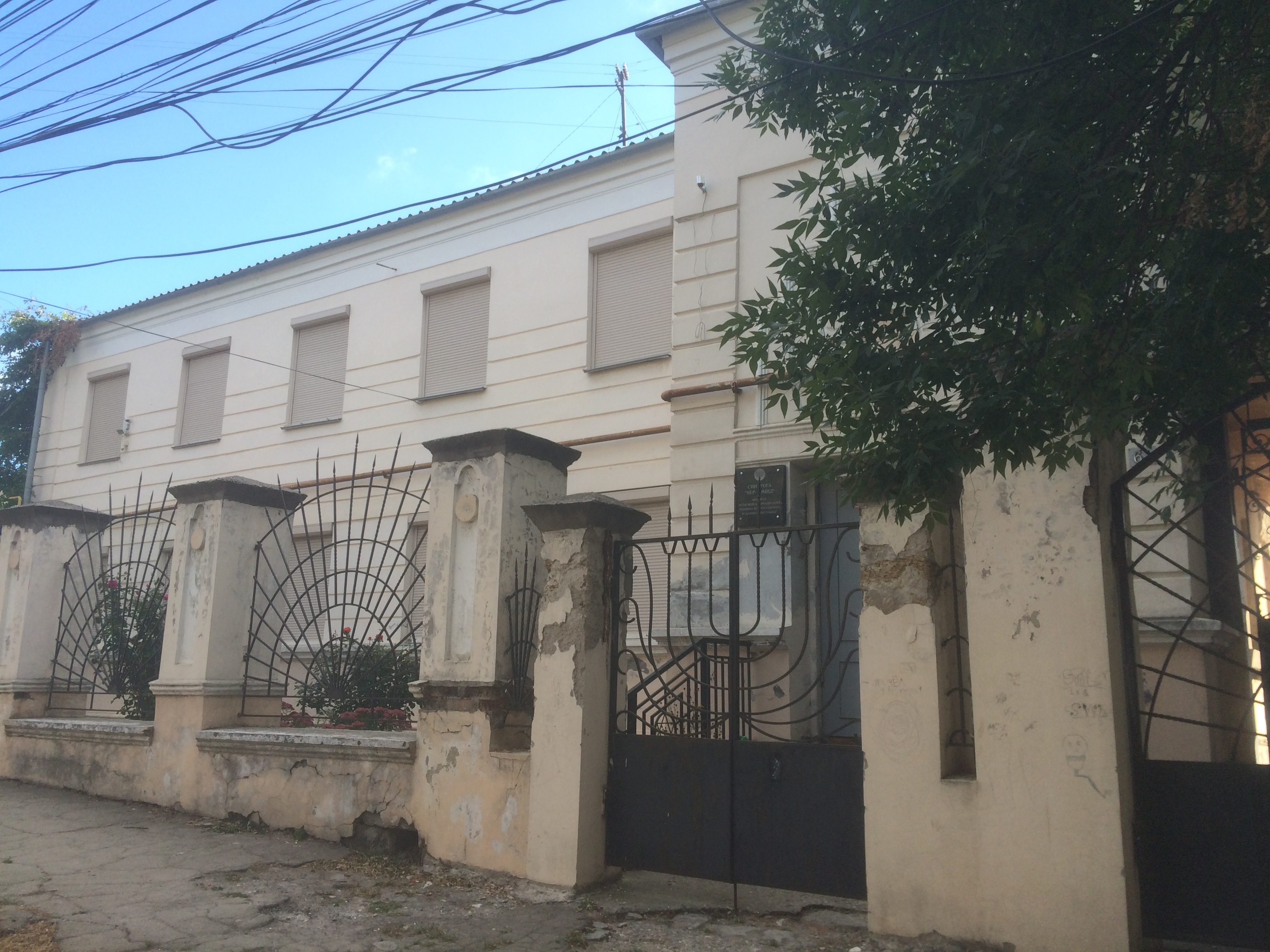
Нер-Томид

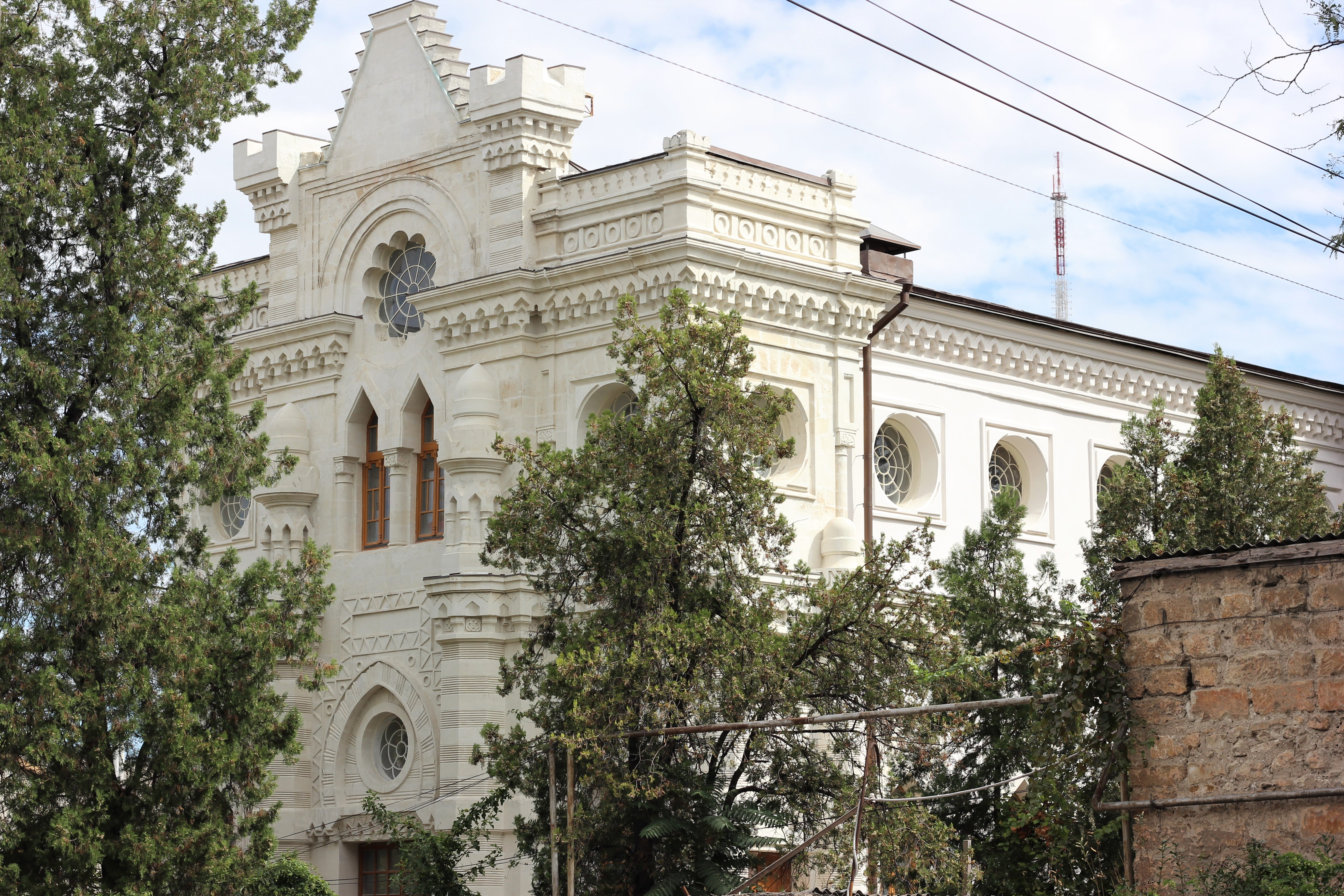
Кенасса

Основную часть сохранившейся застройки старого города составляют здания XIX века. Однако в районе присутствуют и более ранние постройки.

### Религиозные
- Кебир-Джами (ул. Курчатова, 4) — мечеть XVI века, старейшее здания Симферополя[10]  Объект культурного наследия народов РФ регионального значения. Рег. № 911710988690005 (ЕГРОКН)
- Крымчакский молитвенный дом (ул. Краснознаменная, 33)[10]
- Синагога «Егие-Капай» (ул. Некрасова, 38)[10]
- Синагога (ул. Братьев Спендиаровых, 6) — сейчас здание занимает кожно-венерологический диспансер[10]
- «Нер-Томид» (ул. Сергеева-Ценского, 61) — синагога 1883 года[19]
- Сейит-Халиль Челеби или цыганская мечеть (пер. Холмистый, 7)[19]
- Кенасса (ул. Караимская, 6)[19]  Объект культурного наследия народов РФ регионального значения. Рег. № 911710989020005 (ЕГРОКН)
- Могила Салгир-Бабы (ул. Воровского, 7)[10]
- Дом святителя Луки (ул. Курчатова, 1)[19]
- Сейит-Сеттар Челеби (ул. Клары Цеткин, 34) — мечеть
- Хаджи Сейит-Нафе (пер. Колодезный, 3) — мечеть  Объект культурного наследия народов РФ регионального значения. Рег. № 911710988670005 (ЕГРОКН)
- Введенская церковь (ул. Сергеева-Ценского, 5 / ул. Турецкая, 9)[20]

### Музеи
- Историко-этнографический музей крымчаков (ул. Крылова, 54)[19]
- Крымскотатарский музей культурно-исторического наследия (ул. Чехова, 17)

### Другие здания
- Доходный дом (ул. Ефремова, 18)[10]
- Доходный дом Прика (угол Сергеева-Ценского и Караимской)[19]
- Дом, где останавливался писатель Константин Батюшков (ул. Курчатова, 24 / ул. Ефремова, 12)[10]
- Дом, где жил Владимир Вернадский (ул. Курчатова, 32)[10]
- Дом, где жил ювелир Юрий Федоров (ул. Курчатова, 21)[10]
- Талмуд-тора (ул. Студенческая, 13 / ул. Курчатова, 29) — сейчас в здании располагается факультет физической культуры ТНУ  Объект культурного наследия народов РФ регионального значения. Рег. № 911710989470005 (ЕГРОКН)

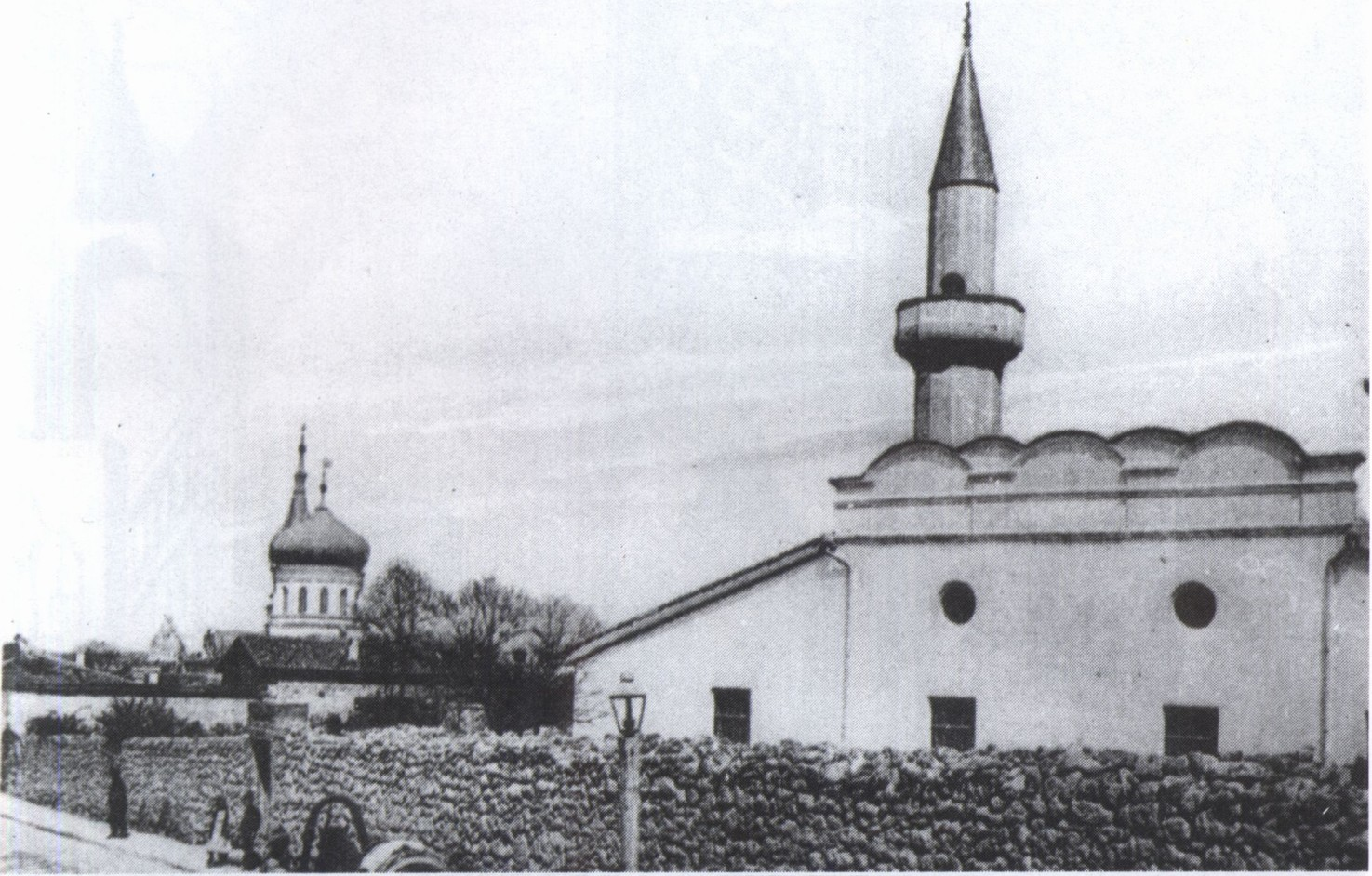
Мечеть Кебир-Джами на фото начала XX века.
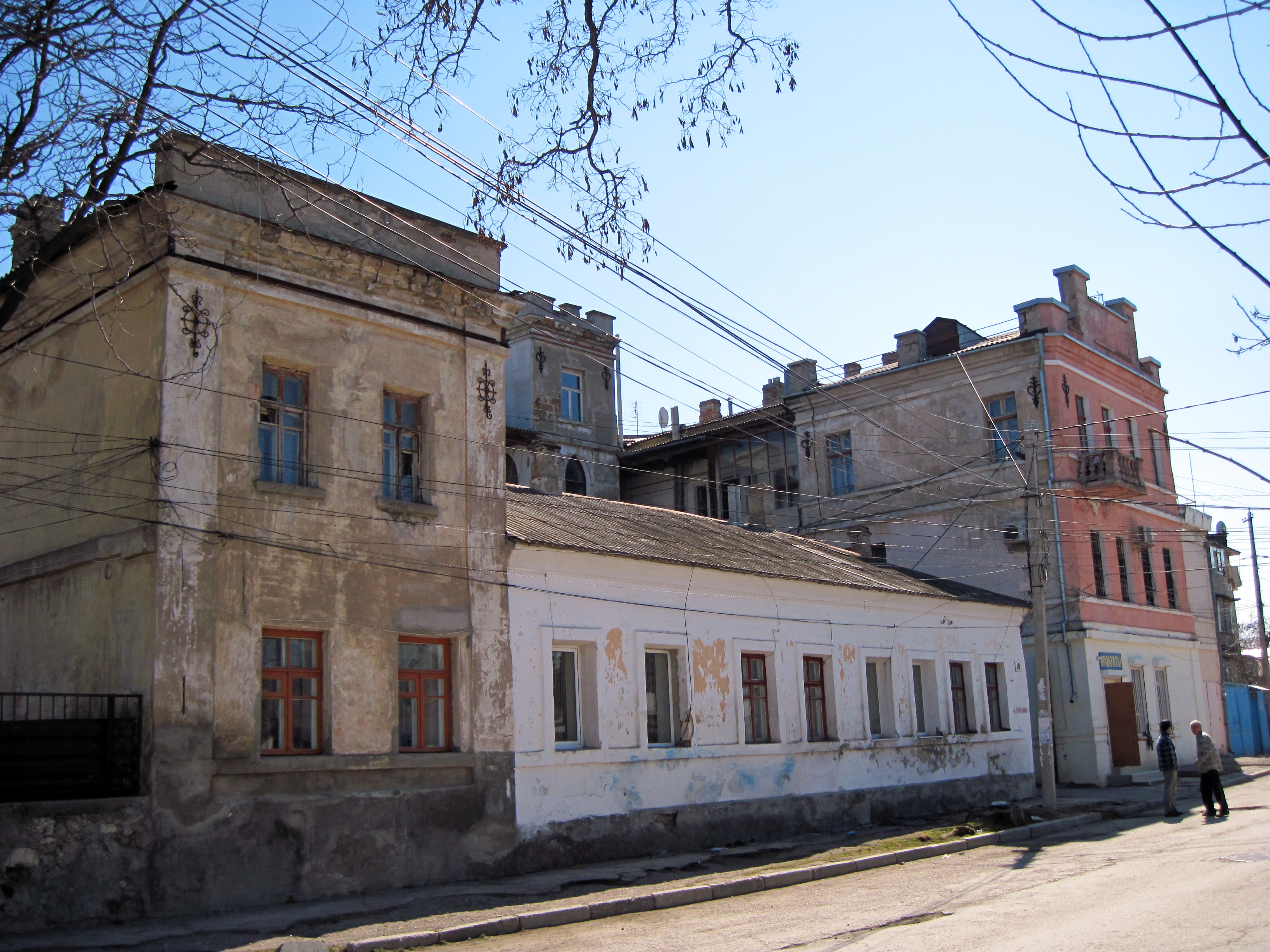
Доходный дом на ул. Ефремова
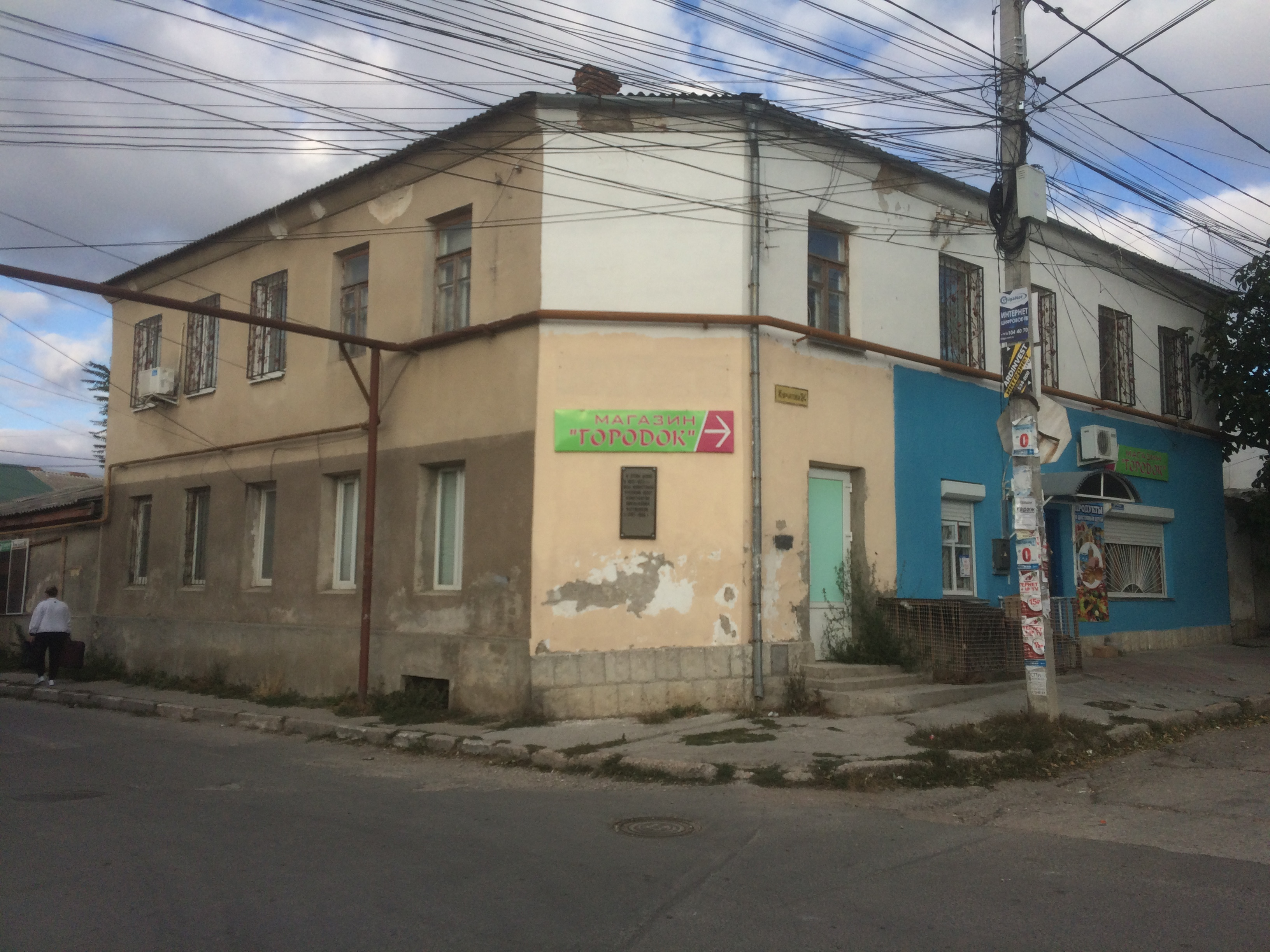
Дом, где останавливался поэт Константин Батюшков
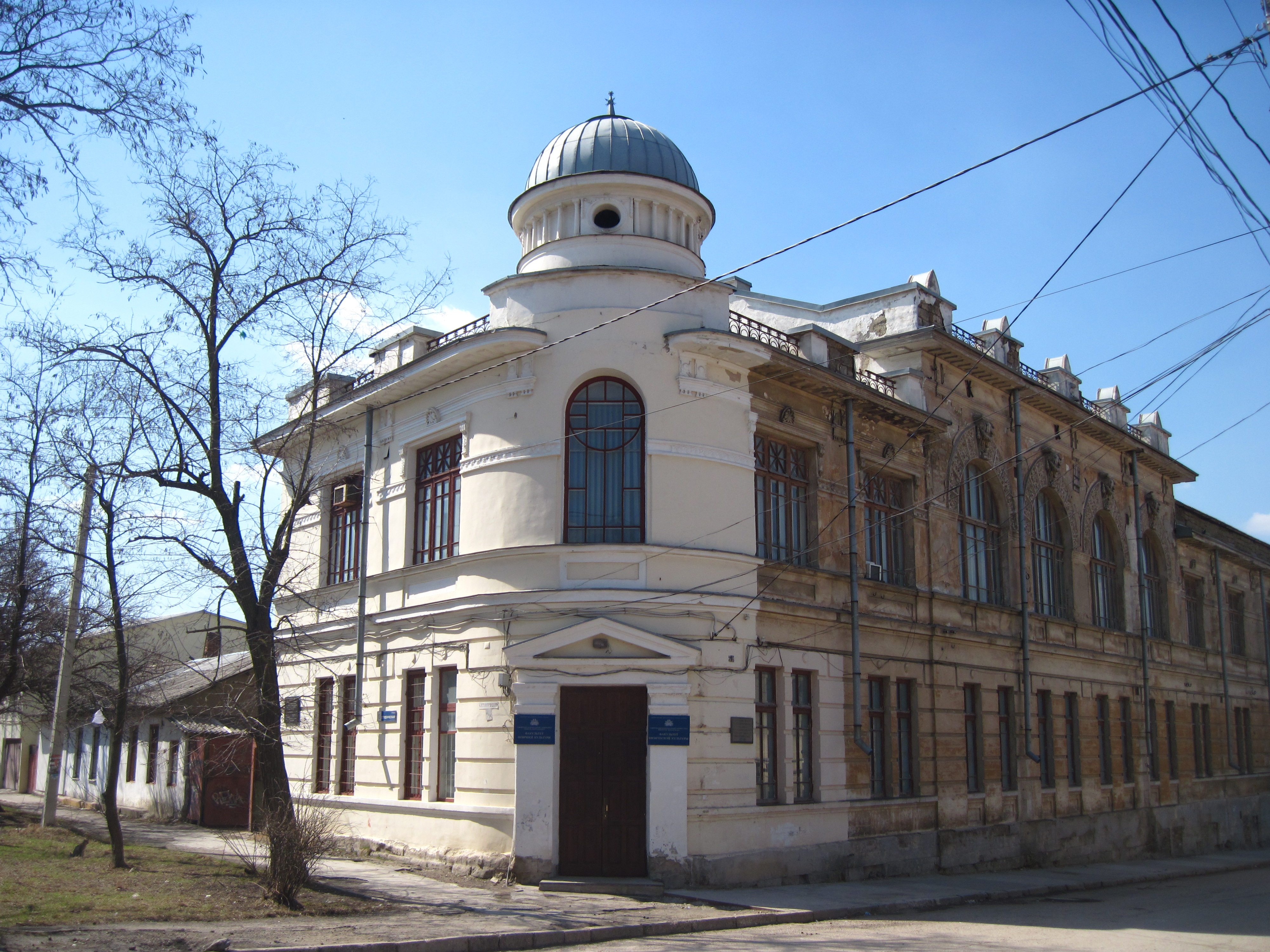
Училище Талмуд-тора
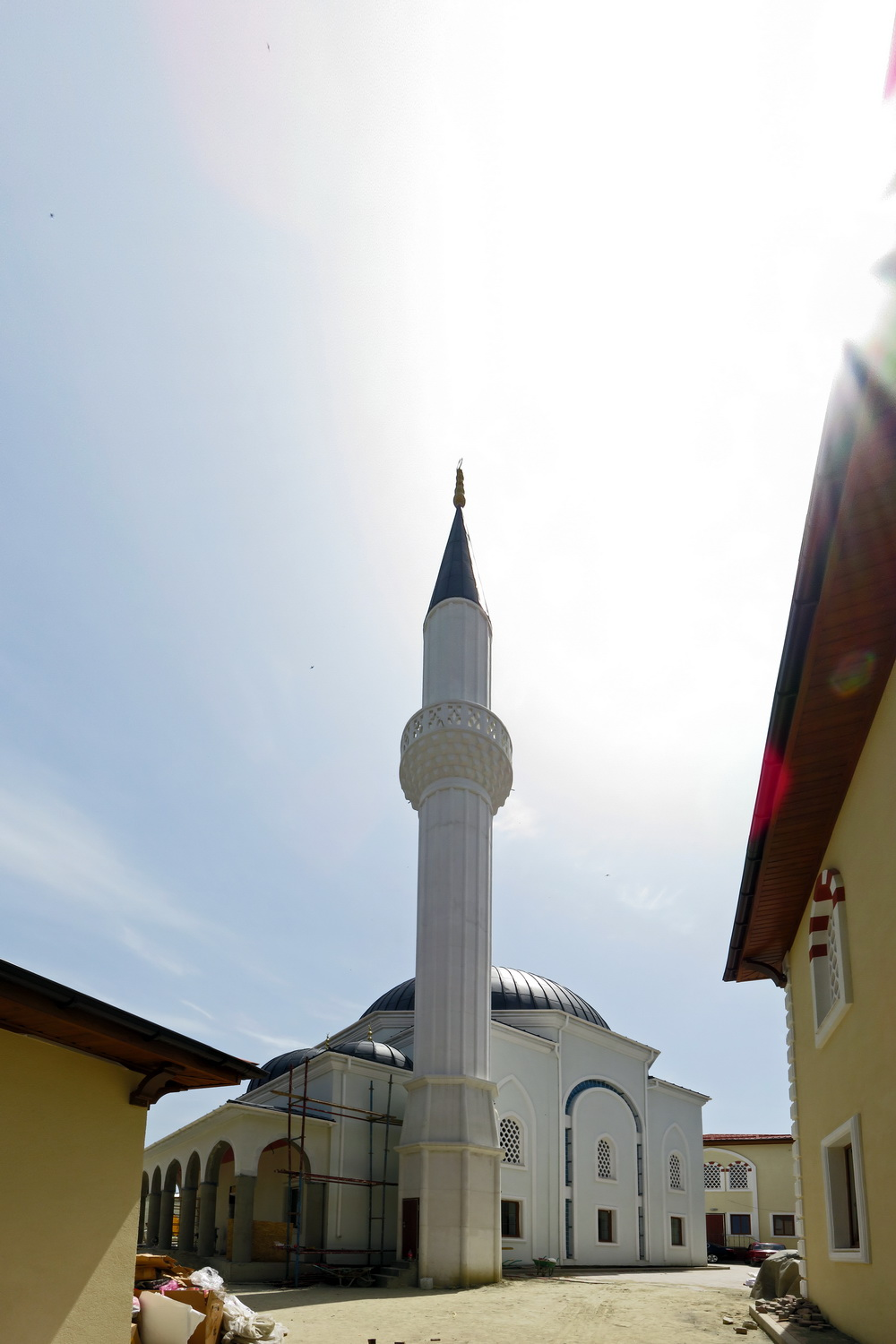
Мечеть Сейит-Сеттар Челеби
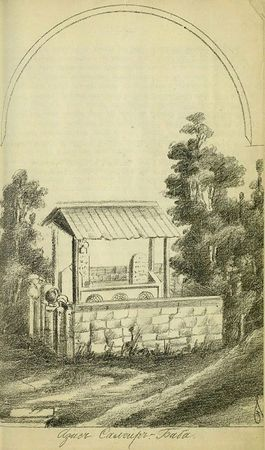
Азиз Салгир-Баба, ул. Воровского, 11, рисунок Архипова из книги Лашкова, 1890

## Старый город в кинематографе
Поскольку Старый город Симферополя сохранил историческую застройку, то советский кинематограф 1950—1970-х годов широко использовал его фактуру для сцен провинциальных южных городов. Например, многие планы из фильма «В городе С.» (режиссёр И. Е. Хейфиц, 1966) по произведениям А. П. Чехова сняты на улице Студенческой, в греческих торговых рядах у Троицкого собора, на улице Одесской. Позднее симферопольскую натуру Хейфиц использовал также в картине «Салют, Мария!» (1970).
Старый город служил натурной декорацией для картины «Девушка из камеры № 25» (режиссёр Д. Е. Рондели, 1972) о подвиге симферопольских подпольщиков. Его главной героиней стала подпольщица Зоя Рухадзе. В фильме зданием гестапо выступил особняк Талмуд-тора (в годы оккупации гестапо действительно располагалось на ул. Студенческой, но в другом здании). Во время съёмок над ним кратковременно поднимался нацистский флаг.
Действие фильма «Рассказ о простой вещи» (режиссёр Леонид Менакер, 1975) разворачивается во времена Гражданской войны в неназванном городе на юге России. Старый город выступил в роли дореволюционного губернского городка. В кадре часть улиц Некрасова, Большевистской, Одесской и Бондарного переулка. Купола Свято-Троицкого храма и колонны греческих торговых рядов.